# Relaciones Colombia-Suecia
Las Relaciones Colombia-Suecia son las relaciones diplomáticas entre la República de Colombia y el Reino de Suecia. Ambos gobiernos mantienen relaciones desde el siglo XIX.

## Historia
En 1823 Suecia envió al diplomático Severin Lorich, quien intento establecer relaciones comerciales. Las relaciones entre ambos países fueron formalmente establecidas el 11 de diciembre de 1874. En 1929 se firmó un tratado comercial aun vigente hoy en día. Suecia fue un actor importante en el proceso de paz colombiano.

## Relaciones Económicas
Colombia exporto productos a Suecia por un valor de 34 mil dólares, siendo los principales productos carbón, café y banano en 2019. Mientras que Suecia exporto a Colombia productos por un valor de 149 mil dólares, siendo los principales productos de maquinaria, y de los sectores automotor y químicos, también en 2019.

## Representación Diplomática
- Colombia tiene una embajada en Estocolmo.[7]
- Suecia tiene una embajada en Bogotá.[8]